# Piżma (obwód niżnonowogrodzki)
Piżma (ros. Пижма) – osiedle typu miejskiego w Rosji, w obwodzie niżnonowogrodzkim, w rejonie tonszajewskim. W 2010 liczyło 4309 mieszkańców.